# Nada menos que todo un hombre
Nada menos que todo un hombre es una película española de género dramático de 1972 dirigida por Rafael Gil y protagonizada por Analía Gadé, Francisco Rabal y Ángel del Pozo.
Está basada en una obra de Miguel de Unamuno.

## Reparto
- Analía Gadé es Julia Yáñez.
- Francisco Rabal es Alejandro Gómez.
- Ángel del Pozo es Gabriel.
- José María Seoane
- Tomás Blanco es Víctor Yáñez, padre de Julia.
- Rafael Hernández es Encargado casa del campo.
- Irene Daina
- Erasmo Pascual es Don Rosendo.
- José Franco es el Sacerdote.
- Jesús Guzmán es el Notario.
- Beni Deus es Socio del Casino.
- Manuel Tejada es el Pretendiente de Julia.
- Ricardo Tundidor es Enrique.
- Nélida Quiroga
- Vicente Roca
- Rosa Fontana
- Bárbara Lis
- Luis Rico
- Antonio Cintado es Gustavo
- Ángel Menéndez
- Carmen Martínez Sierra es la Mujer en la iglesia.
- Ricardo Palacios